# Ivalu
Ivalu è un cortometraggio del 2022 diretto da Anders Walter e Pipaluk K. Jørgensen. 

## Trama
In Groenlandia, Pipaluk si sveglia e scopre che la sorella maggiore Ivalu è scomparsa. Nonostante il padre sostenga che sia scappata, Pipaluk rimane angosciata per la scomparsa e crede che Ivalu stia venendo da lei sotto forma di corvo. Pipaluk cerca nei luoghi dove si incontravano e ricorda le loro interazioni passate. A poco a poco, si scopre che Ivalu veniva abusata sessualmente dal padre e che per fuggire dagli abusi si sia suicidata. Pipaluk piange tristemente la sorella, indossando il vestito della cresima in occasione della visita della regina di Danimarca.

## Riconoscimenti
- 2023 - Premio Oscar
  - Candidatura per il miglior cortometraggio[1][2].